# Sören Tallhem
Sören Lennart Joakim Tallhem (ur. 16 lutego 1964 w Sztokholmie) – szwedzki lekkoatleta specjalizujący się w pchnięciu kulą, olimpijczyk z Los Angeles (1984) i Barcelony (1992). W 1984 na letnich igrzyskach olimpijskich w Los Angeles zajął 7. miejsce z wynikiem 19,81.
Był mistrzem Szwecji w pchnięciu kulą w 1985, 1991, 1992, 1994, 1997 i 1998 oraz halowym mistrzem w tej konkurencji w latach 1990–1992, 1998 i 1999.